# شهرداری زنجان
شهرداری زنجان یک سازمان عمومی غیردولتی است که مسئولیت اداره شهر زنجان را برعهده دارد. بالاترین مقام اجرایی شهرداری زنجان شهردار است که توسط شورای شهر زنجان انتخاب می‌شود. شهردار کنونی زنجان علیرضا فیروزفر است. همچنین این شهر دارای ۴ منطقه شهری است.

## سازمان‌ها
- سازمان مدیریت آرامستان‌ها
- سازمان آتش‌نشانی و خدمات امور ایمنی
- سازمان فرهنگی، اجتماعی و ورزشی
- سازمان ساماندهی مشاغل شهری و فراورده‌های کشاورزی
- سازمان مدیریت حمل‌ونقل بار و مسافر
- سازمان فناوری اطلاعات و ارتباطات
- سازمان حمل و نقل ترافیک
- سازمان سیما، منظر و فضای سبز شهری
- سازمان عمران و بازآفرینی فضاهای شهری
- سازمان مدیریت پسماند
- سازمان سرمایه‌گذاری و مشارکت‌های مردمی[۴]

## رتبه
براساس رتبه‌بندی انجام شده شهرداری زنجان در بین شهرداری‌های ایران رتبه بیست‌ و ششم را داشته‌است.